# Observatorio de Maraghe
El observatorio Maraghe (en persa: نپاهشگاه مراغه‎) fue un observatorio astronómico establecido en 1259 bajo el patrocinio de Hulagu Kan, gobernante del Ilkanato en el siglo XIII, y la dirección de Nasir al-Din al-Tusi, un científico y astrónomo persa. Se encuentra en Irán, en la provincia oriental de Azerbaiyán, situado en las alturas al oeste de Maraghe.
Fue financiado por los ingresos del waqf, lo que le permitió seguir operando incluso después de la muerte de su fundador y estuvo activo por más de cincuenta años. El observatorio sirvió de modelo para observatorios posteriores, entre ellos el observatorio de Ulugh Beg del siglo XV en Samarcanda, el observatorio Taqi al-Din del siglo XVI en Estambul y el observatorio Jai Singh del siglo XVIII en Jaipur.

## Descripción
Partes considerables de la base se conservan en ruinas. En una zona de ciudadela de 340 a 135 m² se hallaba un edificio de piedra circular de cuatro pisos de 28 metros de diámetro. El cuadrante mural para observar las posiciones de las estrellas y planetas estaba alineado con su meridiano. Este meridiano sirvió como meridiano base para las Tablas iljaníes (Zīj-i Īlkhānī), de la misma manera que hoy en día utilizamos el meridiano que pasa por el Real Observatorio de Greenwich.

## Historia

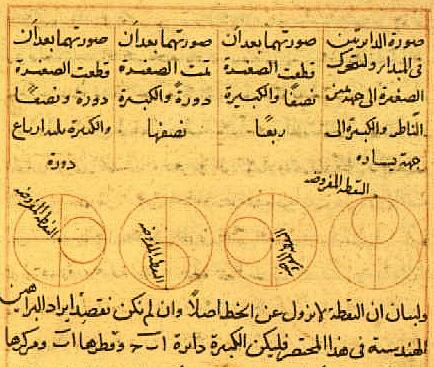
Descripción del acople Tusi. Manuscrito conservado en la Biblioteca Vaticana.

Cuando Tusi se quejó de que sus tablas astronómicas estaban obsoletas, Hulagu dio permiso para construir un nuevo observatorio en un lugar a elección de Tusi. Según los libros Jam-e-ttavarikhe rashidi, Saf-e-elhofreh y Favat-o-lvafiyyat, la construcción del rasad khaneh comenzó en 1259 (657 AH). La biblioteca del observatorio llegó a contener 40 000 libros, relacionados con la astrología y astronomía, así como con otros muchos temas. Bar Hebraeus, que al final de su vida fijó su residencia cerca del observatorio para utilizar la biblioteca para sus estudios, dejó una descripción del observatorio.
Otros astrónomos destacados trabajaron con Tusi, como Muhyi al-Din al-Maghribi, Mu'ayyid al-Din al-'Urdi, de Damasco, Qutb al-Din al-Shirazi y el astrónomo chino de Hulagu, Fao Munji, cuya experiencia en la astronomía china trajo mejoras al sistema ptolemaico usado por Tusi.
Para sus modelos planetarios, Tusi inventó una técnica geométrica llamada «acople Tusi», que genera movimiento lineal a partir de la suma de dos movimientos circulares. También determinó el valor preciso de 51 segundos sexagesimales para la precesión anual de los equinoccios y contribuyó a la construcción y el uso de algunos instrumentos astronómicos como el astrolabio.
Después de doce años de trabajo intenso de Tusi y los otros astrónomos prominentes, las observaciones y los modelos planetarios fueron compilados en las Tablas iljaníes, que más tarde influirían en Copérnico. Las tablas fueron publicadas durante el reinado de Abaqa Kan, el hijo de Hulagu, y nombrado después patrón del observatorio. Fueron populares hasta el siglo XV.
No se sabe con certeza hasta cuándo estuvo activo. Se convirtió en ruinas como resultado de los frecuentes terremotos y la falta de financiación por parte de los gobernantes. Abás el Grande ordenó una reparación, sin embargo, no se inició debido a la muerte temprana del sah.
Los restos inspiraron a Ulugh Beg a construir su observatorio en Samarcanda en 1428.
El hermano mayor de Hulagu, Kublai Kan, también construyó un observatorio, el observatorio de Gaocheng en China.
Un globo celeste del observatorio hecho alrededor de 1279 se conserva en Dresde, Alemania. Es un raro ejemplo de arte decorativo de Irán del siglo XIII. Fue diseñado por al-Urdi y hecho de bronce, con incrustaciones de plata y oro.

## Estado actual

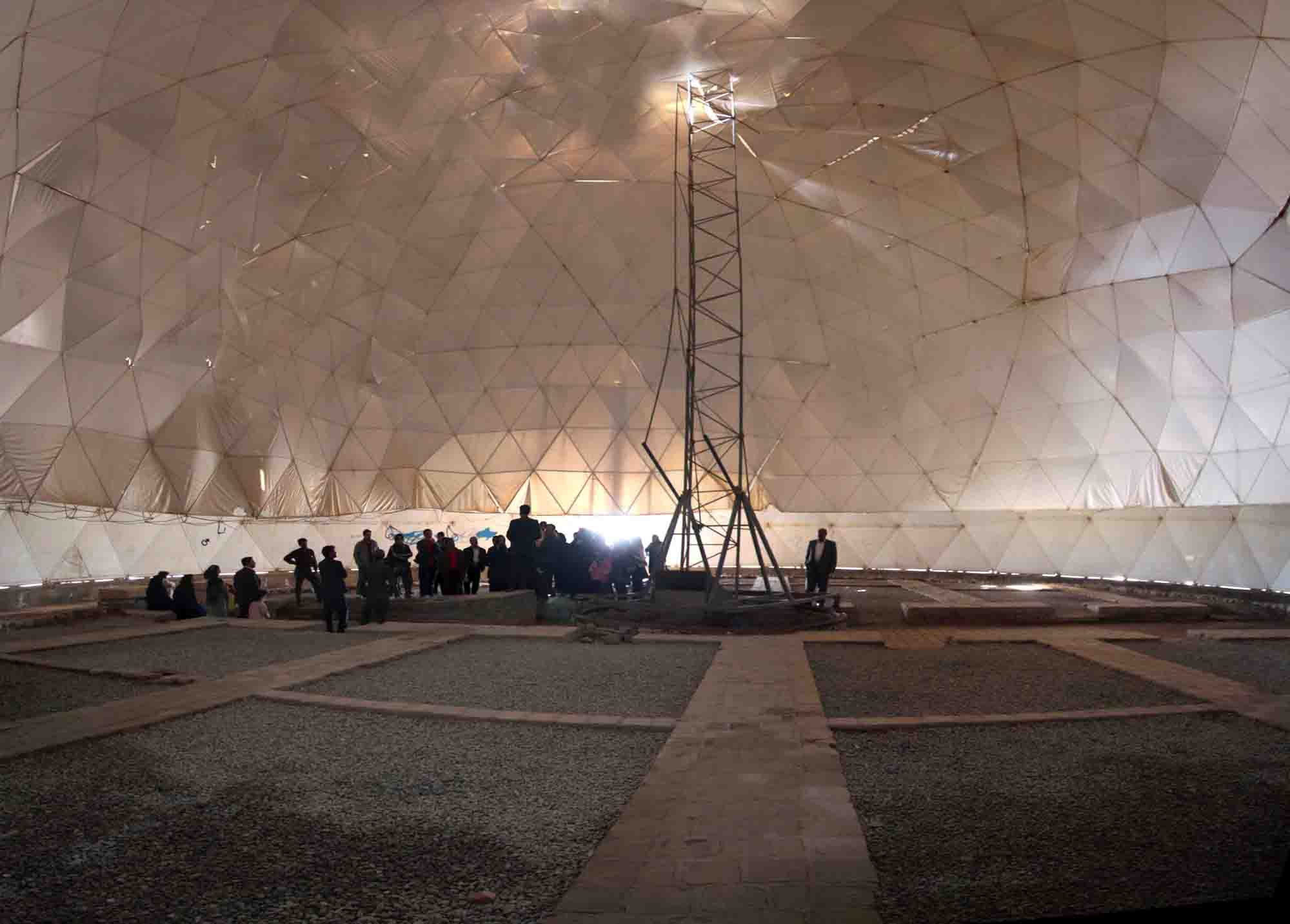
Interior de la cúpula.

Para salvar la instalación de una mayor destrucción, la Organización del Patrimonio Cultural de Irán construyó un refugio en forma de cúpula y planea llevar a cabo una exhibición de dispositivos astronómicos utilizados en el observatorio de Maraghe.
El observatorio está cubierto actualmente con una estructura de latón en forma de cúpula y está situado a dos millas al oeste de Maraghe.